# Bahnhof Gelnhausen
Der Bahnhof Gelnhausen ist der Bahnhof der Kreisstadt Gelnhausen an der Bahnstrecke Frankfurt–Göttingen in Hessen.

## Geschichte

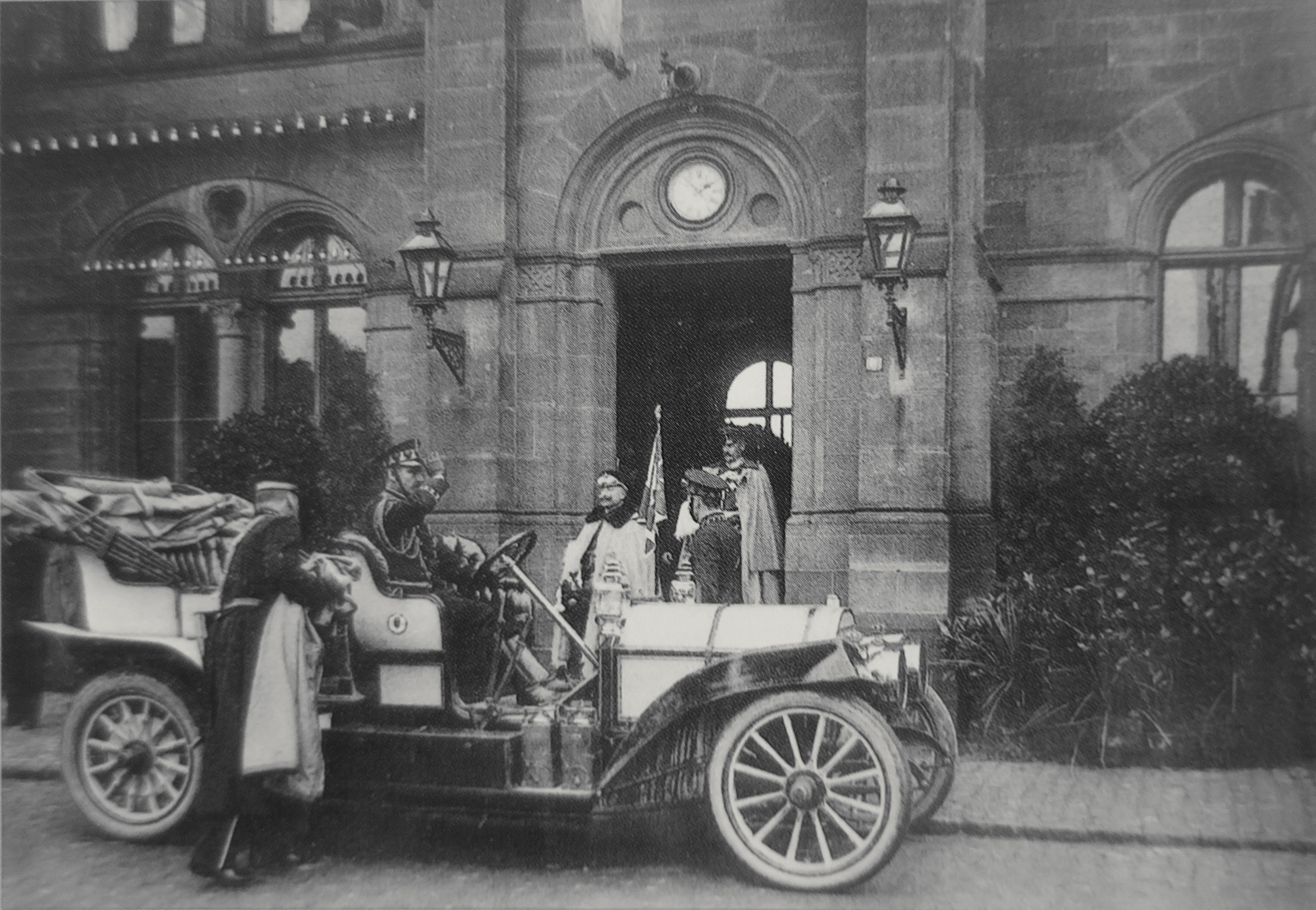
Ankunft Kaiser Wilhelm II. am
14. Oktober 1906

Der Bahnhof wurde im Zuge der Frankfurt-Bebraer Eisenbahn für die damalige Kreisstadt des Landkreises Gelnhausen eingerichtet. Die Betriebsaufnahme erfolgte am 1. Mai 1867. Im Laufe der Zeit wurden hier weitere drei Bahnstrecken angeschlossen:
1. zum 30. November 1870 die Bahnstrecke Gießen–Gelnhausen. Sie ist noch heute in Betrieb.[1]
2. Am 15. Dezember 1895 nahm die schmalspurige Spessartbahn ihren Betrieb nach Bieber auf. Zum 23. Juli 1951 wurde der Verkehr der Spessartbahn eingestellt.[2] Aufgrund der abweichenden Spurweite hatte sie eigene Betriebsanlagen, auch ein eigenes Empfangsgebäude, das südlich des „Staatsbahnhofs“ Gelnhausen lag.[3]
3. Am 15. Oktober 1904 folgte schließlich die Kleinbahn Gelnhausen–Langenselbold. Ihre Einrichtungen lagen ebenfalls südlich der Staatsbahngleise. Sie besaß im Bahnhof Gelnhausen der Staatsbahn einen eigenen Bahnsteig für den Personenverkehr.[3] Da diese Kleinbahn in Normalspur errichtet war, bestand ein Verbindungsgleis zur Staatsbahn, so dass Güterwagen zwischen beiden Bahnen übergehen konnten. 1963 wurde – nachdem zuvor schon ein Abschnitt aufgegeben worden war – auch der letzte, von Gelnhausen ausgehende Abschnitt der Kleinbahn stillgelegt.[4]

Der Bahnhof Gelnhausen war Ende der 1990er Jahre einer der „Pilotbahnhöfe“, in denen die – auch derzeit von der DB Station&Service verwendeten – dunkelblauen Bahnhofsschilder mit weißer Schrift ausprobiert wurden.
Ende Dezember 2019 wurde die Flutbrücke Gelnhausen erneuert, über mehrere Jahre genutzte Hilfsbrücken wurden ausgebaut. Der Bahnhof kann damit wieder mit 160 km/h befahren werden. Die im Nordkopf des Bahnhofs eingesetzten Hilfsbrücken waren nur mit 90 km/h befahrbar.
In Vorbereitung für den Umbau des Bahnhofs wurde am 21. November 2023 ein Elektronisches Stellwerk (ESTW-UZ) in Betrieb genommen.

## Gebäude
Das Empfangsgebäude und die übrigen Hochbauten des Bahnhofs sind heute überwiegend Kulturdenkmäler nach dem Hessischen Denkmalschutzgesetz.

### Empfangsgebäude

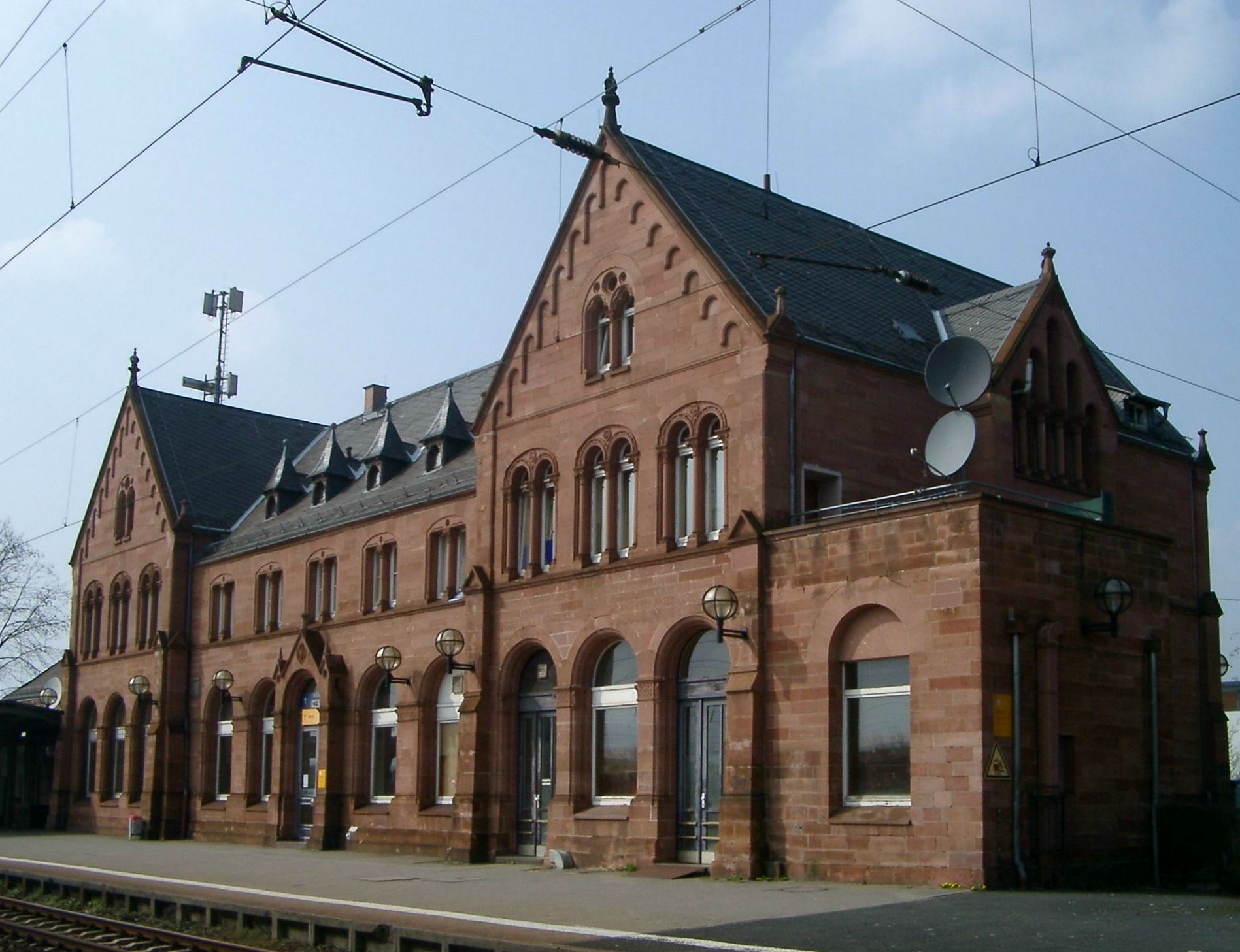
Empfangsgebäude, Gleisseite

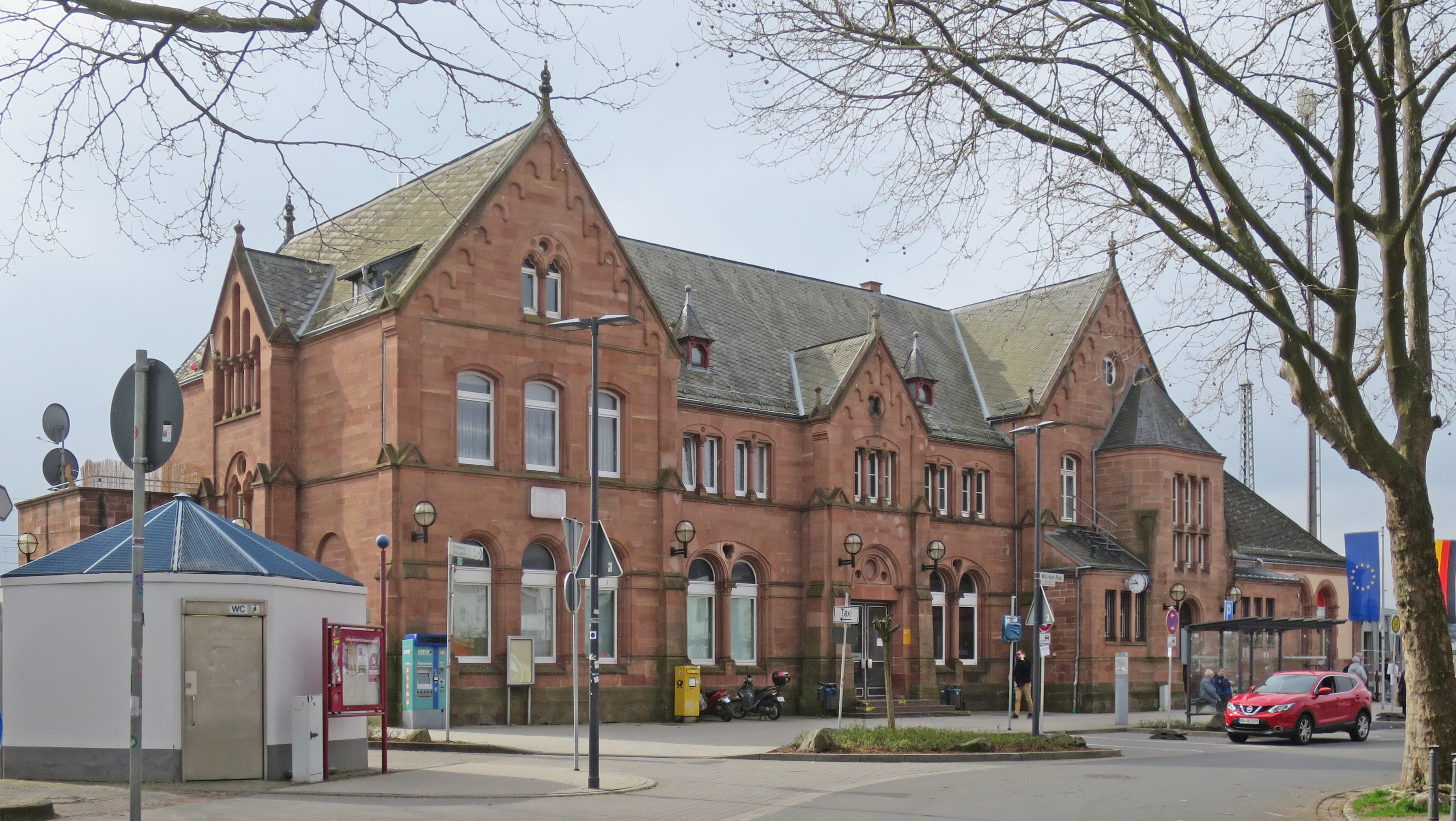
Empfangsgebäude, Straßenseite

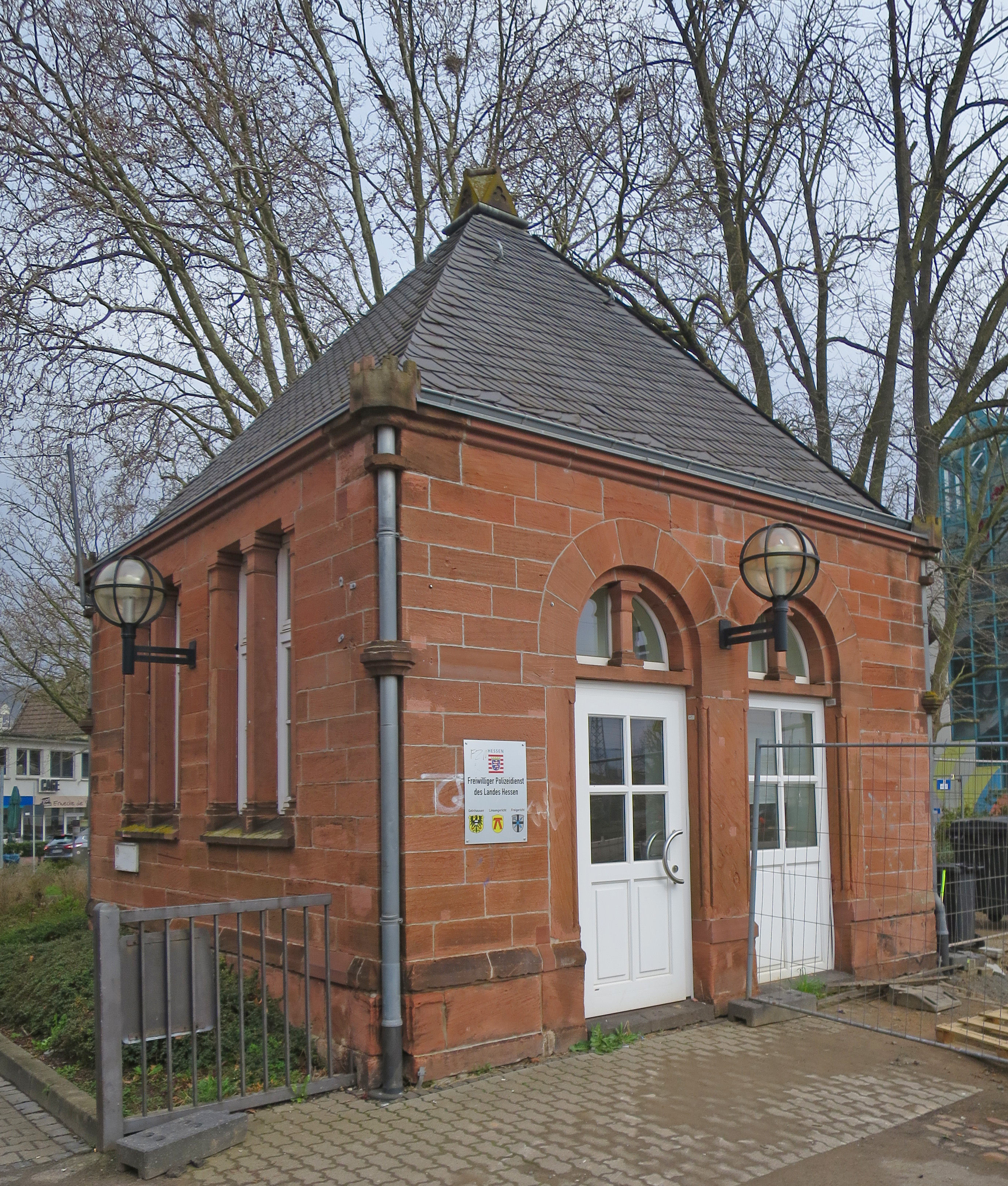
„Romanisches“ Toilettenhäuschen

Das Empfangsgebäude wurde in neuromanischem Stil aus Buntsandstein errichtet und nimmt so einerseits auf die Historie der Stadt Gelnhausen, eine stauferzeitliche Gründung, als auch auf das bekannteste romanische Gebäude der Stadt, die Pfalz Gelnhausen, aber auch etwa das Romanische Haus, Bezug. Der Architekt Paul Rowald plante auch den Bahnhof Bad Hersfeld mit gleichem Grundriss und benutzte bei beiden Gebäuden ähnliche Stilformen.
Das Gebäude wurde 1882/83 errichtet, ist also ein Bauwerk der „zweiten Generation“ des Hochbaus an der Strecke. Das Empfangsgebäude ist symmetrisch auf einem H-förmigen Grundriss gestaltet. Straßenseitig wird die Fassade von drei Spitzgiebeln dominiert, gleisseitig entfällt der mittlere Giebel bei der Fassadengestaltung. Westlich an das Hauptgebäude angebaut ist ein „Fürstenpavillon“ mit drei Fensterachsen, östlich des Hauptgebäudes, freistehend, befindet sich ein ebenfalls neuromanisch gehaltenes Toilettenhäuschen.

### Weitere Gebäude
Zu den Bauten im Bahnhofsbereich gehört weiter eine Bahnmeisterei von 1868, also ein Bauwerk der „ersten Generation“ des Hochbaus an der Strecke, eine Güterabfertigung aus der Zeit um 1870, die 2011 abgerissen wurde, und ein Wasserturm – architektonisch an die Türme der Gelnhäuser Stadtmauer angelehnt – aus dem Jahr 1937.

## Verkehr

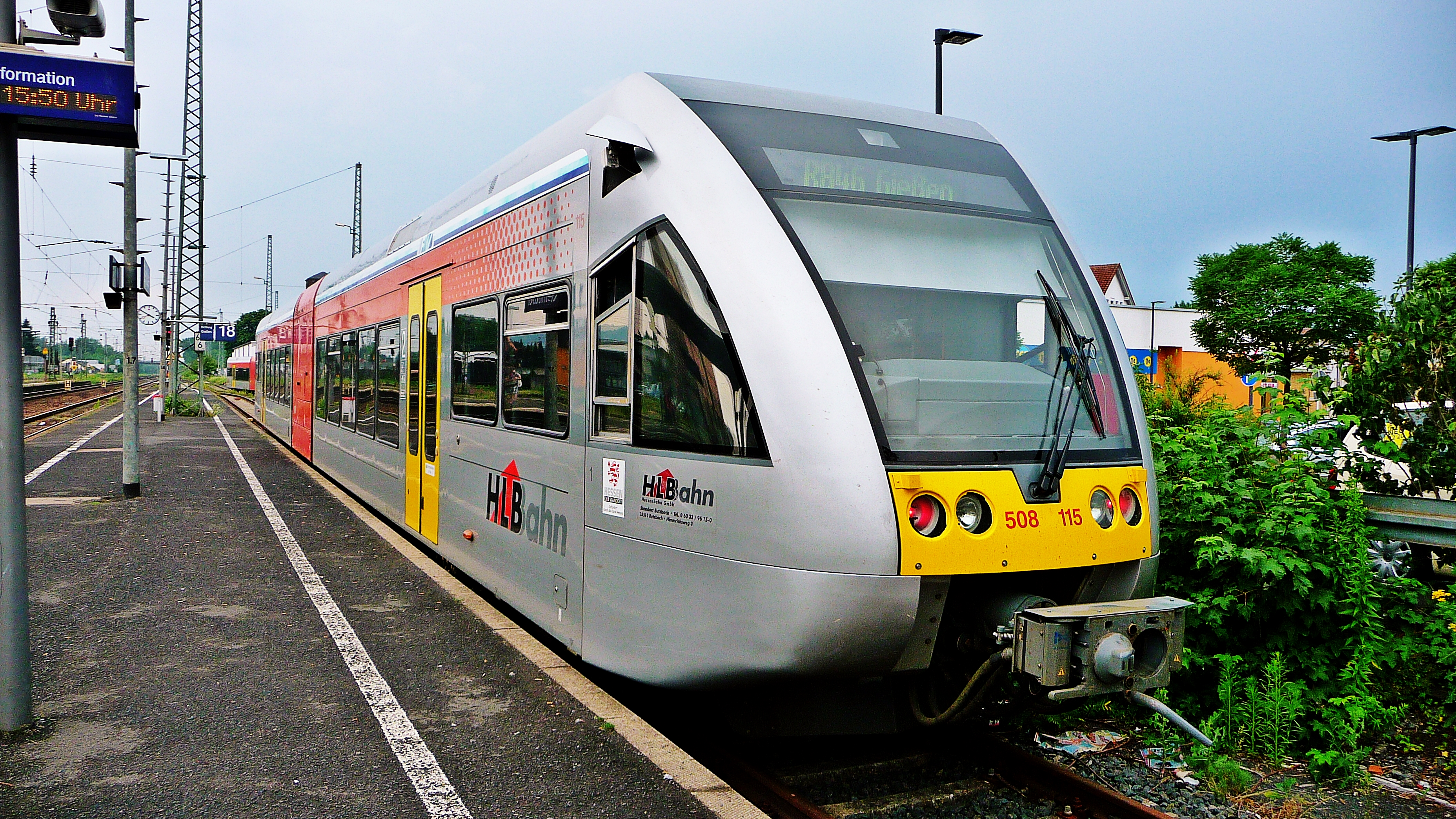
Diesel-Triebwagen der Hessischen Landesbahn als RB 46 von Gelnhausen nach Gießen. Dieser Zug verkehrt über die Lahn-Kinzig-Bahn.

Der Bahnhof hat einen Haus- und einen Inselbahnsteig. Neben dem Hausbahnsteig gibt es in seinem westlichen Bereich ein Kopfgleis, das den dort beginnenden und endenden Zügen der Lahn-Kinzig-Bahn nach und aus Richtung Büdingen und Gießen dient. Die übrigen drei Bahnsteigkanten werden ausschließlich von Zügen der Kinzigtalbahn angefahren, die von hier bis Hanau-Wolfgang für 200 km/h ausgebaut ist. Der Bahnhof Gelnhausen dient deshalb auch häufig für das Überholen der Nahverkehrszüge durch ICE- und IC-Züge. Der Bahnhof Gelnhausen selbst wird heute vom Nah- und Regionalverkehr bedient und hat eine große Bedeutung für den Pendlerverkehr aus Vogelsberg und Spessart in das Rhein-Main-Gebiet.
| Linie | Verlauf | Takt                                  | Betreiber      |
| ----- | --- | ------------------------------------- | -------------- |
| RB 46 | Lahn-Kinzig-Bahn: Gießen – Gießen Erdkauter Weg – Watzenborn-Steinberg – Garbenteich – Lich (Oberhess) – Langsdorf (Oberhess) – Hungen – Trais-Horloff – Ober Widdersheim – Borsdorf (Hess) – Nidda – Ranstadt – Effolderbach – Glauburg-Stockheim – Bleichenbach – Büches-Düdelsheim – Büdingen (Oberhess) – Mittel Gründau – Lieblos – Gelnhausen Stand: Fahrplanwechsel Dezember 2021 | 60 min                                | HLB Hessenbahn |
| RE 50 | Kinzigtalbahn: Frankfurt (Main) Hbf – Frankfurt (Main) Süd – Offenbach (Main) Hbf – Hanau Hbf – Langenselbold – Gelnhausen – Wächtersbach – Bad Soden-Salmünster – Steinau (Straße) – Schlüchtern – Flieden – Neuhof (Kr Fulda) – Fulda (– Hünfeld – Bad Hersfeld – Bebra) (einzelne Züge) Stand: Fahrplanwechsel Dezember 2021                                                          | 60 min (Verstärker zur HVZ)           | DB Regio Mitte |
| RB 51 | Kinzigtalbahn: Frankfurt (Main) Hbf – Frankfurt (Main) Süd – Offenbach (Main) Hbf – Hanau Hbf – Wolfgang (Kr Hanau) – Rodenbach (b Hanau) – Langenselbold – Niedermittlau – Hailer-Meerholz – Gelnhausen – Haitz-Höchst – Wirtheim – Wächtersbach (– Bad Soden-Salmünster) (nur zur HVZ) Stand: Fahrplanwechsel Dezember 2021                                                            | 60 min 20/40 min (wochentags zur HVZ) | DB Regio Mitte |

Früher wurde der Bahnhof Gelnhausen durch zwei weitere Strecken bedient:
- Die normalspurige Bahnstrecke Gelnhausen–Langenselbold der Gelnhäuser Kreisbahnen begann und verkehrte hier von 1904 bis 1963.
- Die schmalspurige Spessartbahn begann und verkehrte hier von 1895 bis 1951.

Die Bahnanlagen beider Bahnen lagen unmittelbar südlich des Gelnhäuser „Staatsbahnhofs“. Seit 1930 hatten beide Bahnen einen gemeinsamen Bahnsteig, der durch eine Unterführung mit den Bahnsteigen der Staatsbahn verbunden war. Bauliche Anlagen sind davon nicht mehr erhalten, hier liegen heute Parkplätze.
Des Weiteren bietet der zentrale Omnibusbahnhof in unmittelbarer Nähe den Nahverkehrsanschluss in umliegenden Dörfer und Gemeinden sowie einen Fernbusanschluss auf der Relation Frankfurt–Berlin.
| Buslinie | Weg | Betreiber                      |
| -------- | --- | ------------------------------ |
| 054      | Fernbus: Frankfurt – Hanau – Gelnhausen (nur bei Bedarf) – Fulda – Gotha – Erfurt – Weimar – Jena – Berlin | Flixbus                        |
| 374      | (Nidda – Ranstadt – Effolderbach – Stockheim – Bleichenbach – Büches –) Büdingen – Vonhausen – Mittel-Gründau – Niedergründau – Rothenbergen – Lieblos – Roth – Gelnhausen (Schienenergänzungsverkehr für RB46) | Reiseservice Frieda Gass       |
| AB-30    | (Schöllkrippen – Westerngrund – Großenhausen – Geislitz – Altenhaßlau –) Gelnhausen – Lützelhausen – Bernbach – Altenmittlau – Somborn                                                                          | Kahlgrund Verkehrs-GmbH        |
| MKK-58   | Gelnhausen – Eidengesäß – Geislitz – Großenhausen – Waldrode – Horbach | Stroh Bus Verkehrs GmbH        |
| MKK-60   | Gelnhausen – Hailer – Meerholz – Niedermittlau – Neuenhaßlau – Langenselbold | Stroh Bus Verkehrs GmbH        |
| MKK-61   | Höchst – Haitz – Gelnhausen – Hailer – Meerholz (Stadtbus) | Regionalverkehr Main-Kinzig    |
| MKK-62   | Roth – Gelnhausen – Hailer – Meerholz (Stadtbus) | Regionalverkehr Main-Kinzig    |
| MKK-63   | (Lützelhausen – Großenhausen) – Geislitz – Eidengesäß – Altenhaßlau – Gelnhausen | Regionalverkehr Main-Kinzig    |
| MKK-64   | Gelnhausen – Höchst – Wirtheim – Kassel (MKK) – Lanzingen – Bieber (– Flörsbachtal) | Regionalverkehr Main-Kinzig    |
| MKK-66   | Breitenborn – Hain-Gründau (– Gettenbach) – Mittel-Gründau – Niedergründau – Rothenbergen – Lieblos – Roth – Gelnhausen                                                                                         | Regionalverkehrsdienst Gründau |
| MKK-67   | Breitenborn – Hain-Gründau – Mittel-Gründau – Niedergründau – Rothenbergen – Niedermittlau – Meerholz – Hailer – Gelnhausen                                                                                     | Regionalverkehrsdienst Gründau |
| MKK-68   | Langenselbold – Niedergründau – Rothenbergen – Lieblos – Roth – Gelnhausen | Regionalverkehrsdienst Gründau |
| MKK-82   | Gelnhausen – Höchst – Wirtheim – Bad Orb (Schulbus) | Regionalverkehr Main-Kinzig    |

## Zukunft
Im Rahmen des geplanten viergleisigen Ausbaus zwischen Hanau und Gelnhausen (Aus- und Neubaustrecke Hanau–Würzburg/Fulda–Erfurt) ist vorgesehen, den Bahnhof umzubauen. Seit Anfang 2024 wird der Bahnhof umgebaut. Im Endzustand wird der Bahnhof zwei durchgehende Gleise für den Fernverkehr haben und drei Bahnsteiggleise für den Nahverkehr. Der bestehende Mittelbahnsteig wird wegfallen. Die Unterführung wurde auf der Nordseite gesperrt, der Bahnsteigzugang erfolgt über eine Behelfsbrücke.